# نقل القدرة
نقل القدرة هي عملية انتقال الطاقة من مكان توليدها أو مكان نشأتها لمكان آخر حيث يمكن الاستفادة منها بشغل
يمكن تعريف القدرة بوحدات النظام الدولي للوحدات أنها طاقة مقسومة علي وحدة الزمن:
{\displaystyle {\text{watt}}={\frac {\text{joule}}{\text{second}}}={\frac {{\text{newton}}\times {\text{meter}}}{\text{second}}}}
وبتطور العلوم فإن أنظمة نقل القدرة وتخزينها أصبحت ذات أهمية قصوي وهائلة لدي العلماء ومستخدمي الطاقة بشكل عام

## القدرة الكهربية

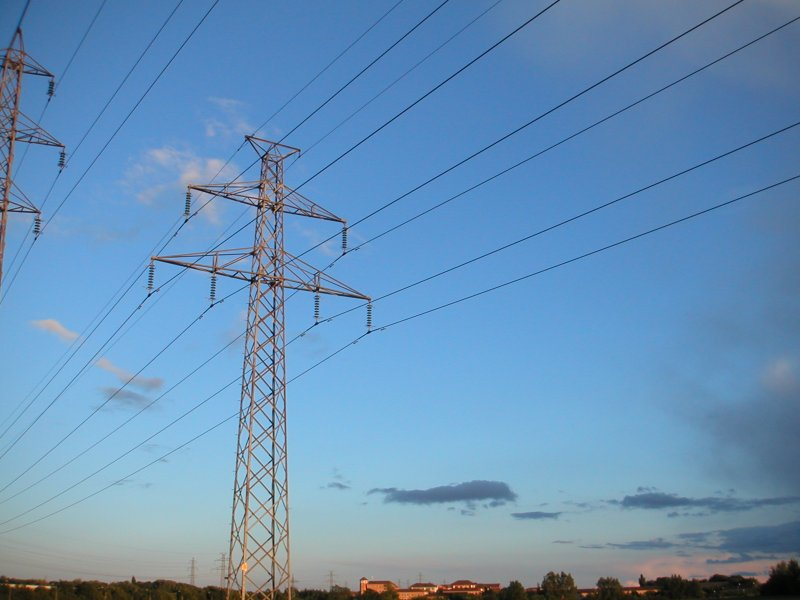
خطوط نقل القدرة الكهربية.

مع انتشار وتوسع استخدامات الطاقة الكهربية في أنحاء العالم وأصبحت شبكات الكهرباء في جميع الانحاء أصبح مفهوم نقل القدرة مرتبط أكثر بنقل الطاقة الكهربية.
ويفضل استخدام التيار المتردد في نقل القدرة الكهربية لما يتميز به من سهولة التحكم في رفع جهده الكهربائي باستخدام محول بهدف تقليل الفقد في القدرة نتيجة المقاومة الموجودة في الموصلات المستخدمة في نقل القدرة الكهربائية لمسافات طويلة، ويجب استخدام محولات أخرى لخفض الجهد الكهربائى مرة أخرى لتكون القدرة الكهربائية أكثر أمانًا ونفعًا للمستخدم.

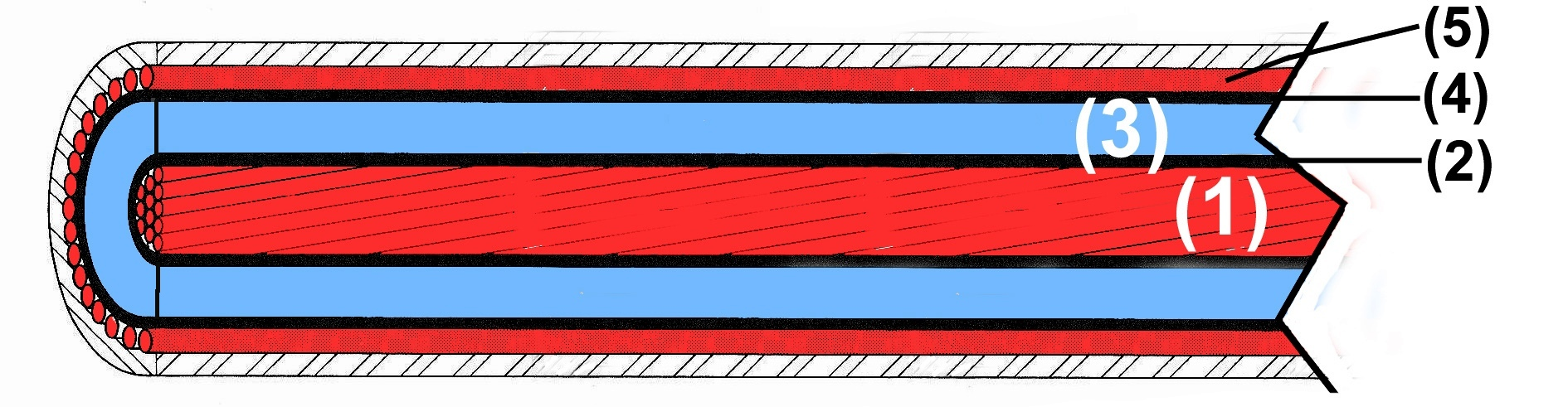
نقل القدرة الكهربائية باستخدام موصلات أرضية. هنا (1) هو الموصل للتيارات المرتفعة (3) عازل من أجل الجهود المرتفعة.

وعادة ما يتم استخدام خطوط جهد مرتفع لنقل القدرة الكهربائية لأنها أكثر الطرق توفيرًا لنقل القدرة الكهربائية.
ونقل القدرة الكهربائية باستخدام خطوط الجهد تحت الارضية تتم في الأماكن المزدحمة وأماكن توصيلات الغواصات ذات تيار مستمر

### نقل لاسلكي
من الممكن نقل القدرة لاسلكيًا باستخدام التغير في المجالات الكهرومغناطيسية أو موجات الراديو ،ويمكن نقل طاقة موجات الميكرويف بكفاءة عالية خلال مسافات صغيرة باستخدام موجه الموجات.

## القدرة الميكانيكية

### تاريخيًا

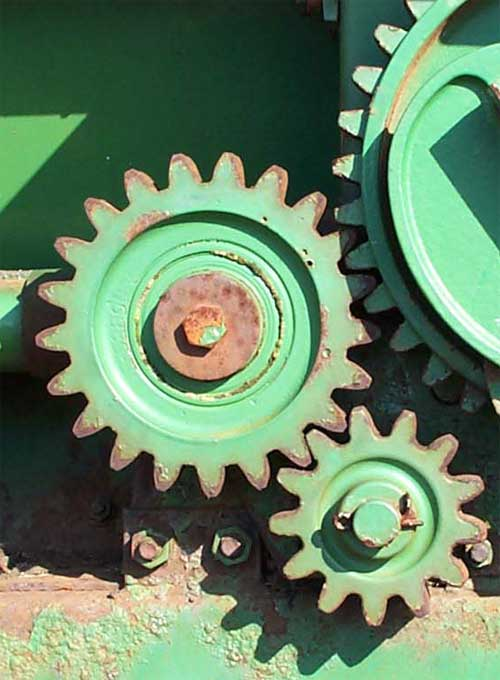
نقل القدرة الميكانيكية

نقل القدرة الكهربائية حل محل نقل القدرة الميكانيكية في جميع الأنحاء باستثناء فقط القدرة المنقولة خلال المسافات الصغيرة، فمنذ القرن السادس عشر خلال الثورة الصناعية حتي نهاية القرن التاسع عشر كان نقل القدرة الميكانيكية هو الأساس، وأقدم الطرق لنقل الطاقة خلال المسافات الطويلة كانت تحتوي علي دفع قضبان موصلة بناعور مائي لنقل الماء المالح أو لتجفيف المناجم.
والمثال الحي علي ذلك يوجد في بلدة بادكوسين الألمانية من عام 1780 حيث كان يتم نقل القدرة تقريبًا لمسافة 200 متر من ناعور الماء حتي البئر المالح ومنه يتم نقلها 150 مترًا إضافيًا الي مبخر المحلول الملحي.
هذه الطريقة ظلت تُستخدم لمدة كبيرة حتي القرن الحادي والعشرين خلال آبار البترول اليدوية في الولايات المتحدة الأمريكية، نقل القدرة من مضخة مركزية إلي العديد من المضخات الرافعة في حقول البترول.
تم تهيئة المصانع بعواميد طولية لنقل القدرة الدورانية.أحد الأنظمة التي تعتمد علي عمود قصير دوار تم وصفها من قبل العالم الألماني جورجيوس أغريكولا حيث كان يرتبط العمود بناعور مائي لتشغيل الماكينات.
بينما الماكينات التي وصفها جورجيوس أغريكولا كانت تستخدم تروس معشقة مع بعضها البعض من عمود القدرة حتي الآلة. وبحلول القرن التاسع عشر كانت الأحزمة الميكانيكية شائعة الاستخدام آنذاك لتوصيل الماكينات بعواميد القدرة.وفي منتصف القرن التاسع عشر كان يحتوي المصنع الواحد على الأقل علي 1.944 قدم من العواميد معشقة أو موصلة بـ541 بكرة دوارة.

### حديثًا
يمكن الآن نقل القدرة الميكانيكية مباشرة باستخدام هيكل صلب مثل عمود القيادة ، ويمكن استخدام التروس لنقل القدرة ويتم تقدير مقدار القدرة أو العزم باستخدام العلاقات الآتية:
- القدرة الميكانيكية= القوة × السرعة
- القدرة الكهربية =التيار × الجهد

والأنظمة الهيدروليكية تستخدم مائع تحت ضغط مرتفع لنقل القدرة.
القنوات المائية ومحطات توليد الطاقة من المياه تستخدم طاقة المياه الطبيعية لتوليد الكهرباء.
ويمكن تخزين القدرة عن طريق ضخ المياه لمرتفعات وابقائها هناك حتي الحاجة إليها.
تستخدم مدينة لندن شبكة هيدروليكية تُدار بخمس محطات ضخ بقدرة اجمالية تقدر بحوالي 5 ميجاواط.
كما أن أنظمة الغازات تستخدم الغازات تحت طغط مرتفع لنقل القدرة، والهواء المضغوط هو أحد الغازات الشائعة في هذا الموضوع حيث يستخدم كثيرًا في المصانع ومحطات الصيانة.
ويمكن استخدام تلك الأنظمة إزالة وتركيب عجل السيارات بسرعة وبسهولة بالمقارنة بالاستخدام اليدوي.

## الوقود والمواد الكيميائية
القدرة والطاقة يمكن نقلها باستخدام مواد كيميائية أو وقود نووي نقلًا فيزيائيًا، باستخدام الوقود المصنع والنظائر المشعة و الميثانول والإيثانول والميثان والغاز الطبيعي المسال وغاز الهيدروجين والغازات فائقة التبريد.